# Dasyurus geoffroii
Dasyurus geoffroii е вид бозайник от семейство Торбести мишки (Dasyuridae). Видът е почти застрашен от изчезване.